# Pontonx-sur-l'Adour
Pontonx-sur-l'Adour (gaskonsko Pontons d'Ador) je naselje in občina v francoskem departmaju Landes regije Akvitanije. Naselje je leta 2009 imelo 2.488 prebivalcev.

## Geografija
Kraj leži v pokrajini Gaskonji ob reki Adour, 15 km severovzhodno od Daxa.

## Uprava
Občina Pontonx-sur-l'Adour skupaj s sosednjimi občinami Bégaar, Beylongue, Boos, Carcen-Ponson, Laluque, Lesgor, Rion-des-Landes, Saint-Yaguen, Tartas in Villenave sestavlja kanton Tartas-zahod s sedežem v Tartasu. Kanton je sestavni del okrožja Dax.

## Zanimivosti
- neoklasicistična cerkev sv. Evgenije iz leta 1879,
- cerkev sv. Kaprazija.